# Henschel Hs P.135
De Hs P.135 was een project voor een jachtvliegtuig dat werd ontworpen door de Duitse vliegtuigbouwer Henschel.

## Ontwikkeling
In 1945 werd er slechts een project door Henschel opgestart voor een geavanceerd jachtvliegtuig. Het project werd opgezet voor een specificatie voor een nieuw eenpersoons jachtvliegtuig dat moest worden uitgerust met een Heinkel He S 011 A-1-straalmotor. Er werd gebruikgemaakt van een staartloze configuratie. Er was in het ontwerp extra aandacht besteed aan de vorm van het vliegtuig. Men wilde namelijk een hogere snelheid bereiken door het verminderen van de luchtweerstand.
De vleugels waren voorzien van een nieuwe pijlvorm. De pijlstand nam naarmate het de vleugeltip naderde af. Hierdoor werd de turbulentie die bij iedere vleugelvorm optreedt bij het benaderen van de geluidssnelheid over de gehele lengte van de vleugel verspreid. De vleugeltippen wezen naar boven.
De bewapening bestond uit vier MK108-30mm-kanonnen in de onderkant van de rompneus en twee in de vleugelwortels.
Er was een neuswiel-landingsgestel toegepast. Het neuswiel werd, nadat het eerst 90 graden was gedraaid, achterwaarts in de rompneus opgetrokken, het hoofdlandingsgestel voorwaarts in de romponderkant.
Doordat men er niet meer op rekenen om in het bezit te komen van de bedoelde Heinkel straalmotoren ging men over op het aanpassen van het ontwerp voor gebruik voor een Walter HWK 509C raketmotor. Deze motor was voorzien van twee verbrandingskamers. Dit ontwerp werd later aangeduid als de Henschel Hs P.136.
Na de oorlog gaf Dipl. Ing Fr. Nicolaus tijdens een ondervraging een aantal specificaties vrij over dit project. Het gewicht van de brandstof bedroeg 1.600 kg, het startgewicht 5.500 kg, de spanwijdte 9,20 m, lengte 7,75 m, vleugeloppervlak 20,50 m², maximumsnelheid 985 km/uur.